# Mike Adams (giocatore di football americano 1981)
Michael Carl Adams, detto Mike (Paterson, 24 marzo 1981), è un ex giocatore di football americano statunitense che ha militato nel ruolo di safety nella National Football League (NFL). Firmò come undrafted free agent con i San Francisco 49ers nel 2004. Giocò anche per i Cleveland Browns, per i Denver Broncos, per gli Indianapolis Colts e per i Carolina Panthers. Al college ha giocato a football a Delaware.

## Carriera professionistica

### San Francisco 49ers
Dopo non essere stato scelto nel Draft NFL 2006, Adams firmò con i San Francisco 49ers in cui in tre stagioni disputò 18 partite come titolare e mise a segno 5 intercetti.

### Cleveland Browns
Adams si unì ai Cleveland Browns nel 2007 e con essi in cinque anni disputò 32 partite come titolare, facendo registrare 7 intercetti e un fumble forzato. Alla fine della stagione 2011 divenne free agent e decise di non rifirmare coi Browns.

### Denver Broncos
Il 20 marzo 2012, Adams firmò coi Denver Broncos. Nella sua prima stagione nel Colorado disputò tutte le 16 partite come titolare, terminando con i primati in carriera per tackle (80) e passaggi deviati (11). Nella stagione successiva disputò 7 gare come titolare, con 64 tackle e un intercetto, raggiungendo il Super Bowl XLVIII perso contro i Seattle Seahawks per 43-8 in cui mise a segno 6 tackle.
Nel maggio 2014, Adams fu svincolato dai Broncos.

### Indianapolis Colts
Il 14 giugno 2014, Adams firmò con gli Indianapolis Colts. I primi due intercetti con la nuova maglia li mise a segno nella settimana 4 nella vittoria contro i Tennessee Titans. La sua stagione si chiuse con i nuovi primati personali per tackle (87) e intercetti (5, terzo nella lega), venendo convocato per il suo primo Pro Bowl al posto dell'infortunato Tashaun Gipson.
Nel quinto turno della stagione 2015, Adams mise a segno 2 intercetti, uno dei quali a meno di due minuti dal termine che si rivelò decisivo per la vittoria sui Texans, venendo premiato come miglior difensore della AFC della settimana. Dieci giorni dopo inflisse a Tom Brady il primo intercetto stagionale ma i Colts uscirono sconfitti contro i Patriots. A fine anno fu convocato per il secondo Pro Bowl al posto dell'infortunato Kam Chancellor.

## Palmarès

### Franchigia
- American Football Conference Championship: 1

Denver Broncos: 2013

### Individuale
- Convocazioni al Pro Bowl: 2

2014, 2015
- Difensore della AFC della settimana: 1

5ª del 2015

## Statistiche
| Partite totali      | 175 |
| Partite da titolare | 102 |
| Tackle              | 704 |
| Sack                | 6,0 |
| Intercetti          | 23  |
| Fumble forzati      | 9   |

Statistiche aggiornate alla stagione 2015